# 다이쇼지촌
다이쇼지촌(大正寺村)은 아키타현 가와베군에 있던 촌이다.

## 역사
- 1889년 4월 1일 - 정촌제 시행에 의해 6촌의 구역으로 유리군 도메가와촌이 성립하였다.
- 1948년 4월 1일 - 가와베군으로 변경되었다.
- 1972년 4월 1일 - 정으로 승격해 유와정이 되었다.
- 2005년 1월 11일 - 유와정이 아키타시에 편입되었다.